# Katie Nazer-Hennings
Katie Nazer-Hennings, född 23 mars 1992 i Sydney, är en australisk skådespelare, mest känd för sin huvudroll i TV-serien Pyjamasklubben som Brooke, 2006.